# Glesumsystem
Glesumsystemet är en tidig svensk uppfinning för att likrikta högspänd elektricitet med en roterande mekanisk konstruktion.  Den består av en kontaktenhet som drivs av en synkronmotor. Baltzar von Platen arbetade med utvecklingen av systemet, som bedömdes ha potential för att möjliggöra överföring av högspänd likström över längre avstånd. Systemet fick begränsade praktiska tillämpningar, och istället kom under 1950-talet HVDC-teknik med tyristor-likriktare att få genomslag.

## Beskrivning
I Teknisk tidskrift 1933 kan man läsa följande:
| ” | Glesumsystemet för alstring av högspänd likström. En med stort intresse motsedd demonstration ägde lördagen den 16 d:s rum å tekniska högskolan i närvaro av kronprinsen, prins Gustaf Adolf, högre ämbetsmän och en stor skara intresserade vanliga människor. Demonstrationen gällde det av civilingenjör Baltzar von Platen uppfunna systemet för generering av högspänd likström, för vars exploatering bildats a.-b. Glesum i Stockholm med greve Folke Bernadotte som styrelseordförande. Systemet har av uppfinnaren utarbetats i samråd med professor Emil Alm, vilken, som det framgick, handhaft den konstruktiva utformningen. Då i sinom tid Teknisk tidskrift kommer att publicera, en vetenskaplig redogörelse för systemet skall här endast anges dess innebörd i princip. Det bygger på kommutering av på vanligt sätt alstrad och upptransformerad växelström medels en kommutator av speciell konstruktion, vilken medger en exakt strömvändning med användning av 500 à 1 000 gånger, högre kommuteringsspänningar är de hittills brukliga. Detta har varit möjligt genom att låta det oundvikliga kommuteringsfelet påverka ett relä för förstärkning av felimpulsen, så att man får en mot felet proportionell justeringsström, varigenom kommuteringsspänningens storlek kan finjusteras, så att felet alltid hålles under en viss gräns. Den konstruktivt mycket enkla kommutatorn kan inslutas i en tryckbehållare, varigenom lamellspänningen kan ökas i proportion till trycket. I ett inledningsföredrag redogjorde greve Bernadotte för glesumsystemets framtidsmöjligheter inom olika områden: kraftöverföring, elektrisk järnvägsdrift, radio och röntgen. I fråga om kraftöverföringen ligger fördelen i den lägre linjekostnaden såväl vid luftledningar som vid kablar. I detta sammanhang anfördes en kalkyl för en projekterad kraftöverföring mellan Norge och Tyskland, vilken utvisade, att kostnaderna för den elektriska delen av anläggningen skulle kunna reduceras med 110 à 120 mill. kr. genom överföring av högspänd likström medels kabel. För järnvägselektrifiering saknar systemet f. n. aktualitet i Sverige, men det förefaller sannolikt, att det skulle ställa sig fördelaktigt för järnvägsdrift. Inom radiotekniken skulle systemet innebära en påtaglig vinst genom att det ersätter de i drift dyrbara rörlikriktarna. Samma förhållande torde även gälla röntgentekniken, ehuru detta användningsområde ännu ej har blivit föremål för undersökning. Sedan ingenjör von Platen redogjort för systemets principer och professor Alm i korthet utvecklat dess konstruktiva utformning, förevisades ett par utförda anläggningar, dels en omformare för omvandling av lågspänd likström till högspänd, varvid spänningen i ett steg höjdes från 220 V till 55 000 V, dels en för radiostationer avsedd likströmsgenerator för 30 kW och 10 000 à 12 000 V | „ |
| – ”457 (Teknisk Tidskrift / 1933. Allmänna avdelningen)”. https://runeberg.org/tektid/1933a/0469.html. 2010-10-11 runeberg.org | |   |